# 張嘉祐
張嘉祐（?—?），唐朝蒲州猗氏人。張嘉貞的弟弟。
曾祖父張長度，銀青光祿大夫；祖父張俊興，相國府檢校郎將；父亲張思義，成紀县丞。張嘉祐有干略。张嘉贞上奏，自己少年丧父，兄弟相依为命至今。弟弟张嘉祐，担任鄯州别驾，兄弟各在一方，同心离居，隔绝万里。请求内调，兄弟尽力报国，死无所恨。唐玄宗嘉赏他们兄弟友爱，改张嘉祐为忻州刺史。张嘉祐后来转任右金吾卫将军，兄弟并居将相之位，很被时人所敬畏。号所居坊为“鸣珂里”。开元十一年（723年），玄宗驾临太原行在所，張嘉祐赃污事发，贬为浦阳府折冲。开元二十五年（737年），为相州刺史。相州从开元已来，刺史死贬者十数人，張嘉祐访知尉迟迥北周末年为相州总管，身死国难，于是为他立神祠邀福。三年后，入朝为左金吾卫将军。后吴兢为邺郡守，又为尉迟迥神像加冕服。从此后郡守无患。其子張宏。